# Johann Karl Ruppius
Johann Karl Ruppius (* 8. Oktober 1786 in Altenburg; † November 1866 in Dresden) war ein deutscher Mediziner.
Ruppius studierte in Berlin und wechselte später an die Universität Jena. An letzterer konnte Ruppius 1811 sein Studium erfolgreich mit einer Promotion abschließen.
Nach seiner Approbation als Arzt eröffnete Ruppius 1812 eine Praxis in seiner Heimatstadt. Dort berief man ihn noch im selben Jahr zum Militärchirurgen. 1813 wurde Ruppius als Leibarzt von Herzog Friedrich an den Hof nach Hildburghausen berufen. 
Während der gesamten Befreiungskriege fungierte Ruppius als Stabsarzt bei den preußischen Truppen. Nach dem Frieden von 1815 ließ sich Ruppius in Gotha nieder, wo er die Anatomisch-Chirurgische Lehranstalt leitete und dort auch Vorlesungen in Anatomie hielt.
Um 1830 ließ sich Ruppius wieder in seiner Vaterstadt als Arzt nieder und starb dort dann im Alter von 80 Jahren im November 1866 in Dresden.

## Werke
- Anweisung sich gegen die Ansteckung herrschender Nervenfieber zu wahren (1812)
- Medicinische Handbibliothek, enthaltende deutsche Übersetzungen aller in lateinischer Sprache abgefassten Schriften … (1828/29, 4 Bde.)

| Personendaten    | Personendaten        |
| ---------------- | -------------------- |
| NAME             | Ruppius, Johann Karl |
| KURZBESCHREIBUNG | deutscher Mediziner  |
| GEBURTSDATUM     | 8. Oktober 1786      |
| GEBURTSORT       | Altenburg            |
| STERBEDATUM      | November 1866        |
| STERBEORT        | Dresden              |